# Cynoglossidae
Cynoglossidae är en familj av fiskar. Cynoglossidae ingår i ordningen plattfiskar (Pleuronectiformes). Enligt Catalogue of Life omfattar familjen Cynoglossidae 142 arter. Fishbase listar 143 arter.
Familjens medlemmar förekommer i tropiska och subtropiska hav och de besöker även bräckt vatten samt sötvatten. Arterna saknar stjärtfena och hos vuxna exemplar ligger båda ögon på kroppens vänstra sida. De blir vanligen upp till 30 cm långa och enskilda arter kan nå en längd av 48 cm. Dessa fiskar vistas vanligen i grunda havsområden med undantag av flera arter från släktet Symphurus som förekommer i ett djup av 300 till 1900 meter. Från floder är bara 5 arter kända.
Släkten enligt Catalogue of Life:
- Cynoglossus
- Paraplagusia
- Symphurus